# Heber J. Grant

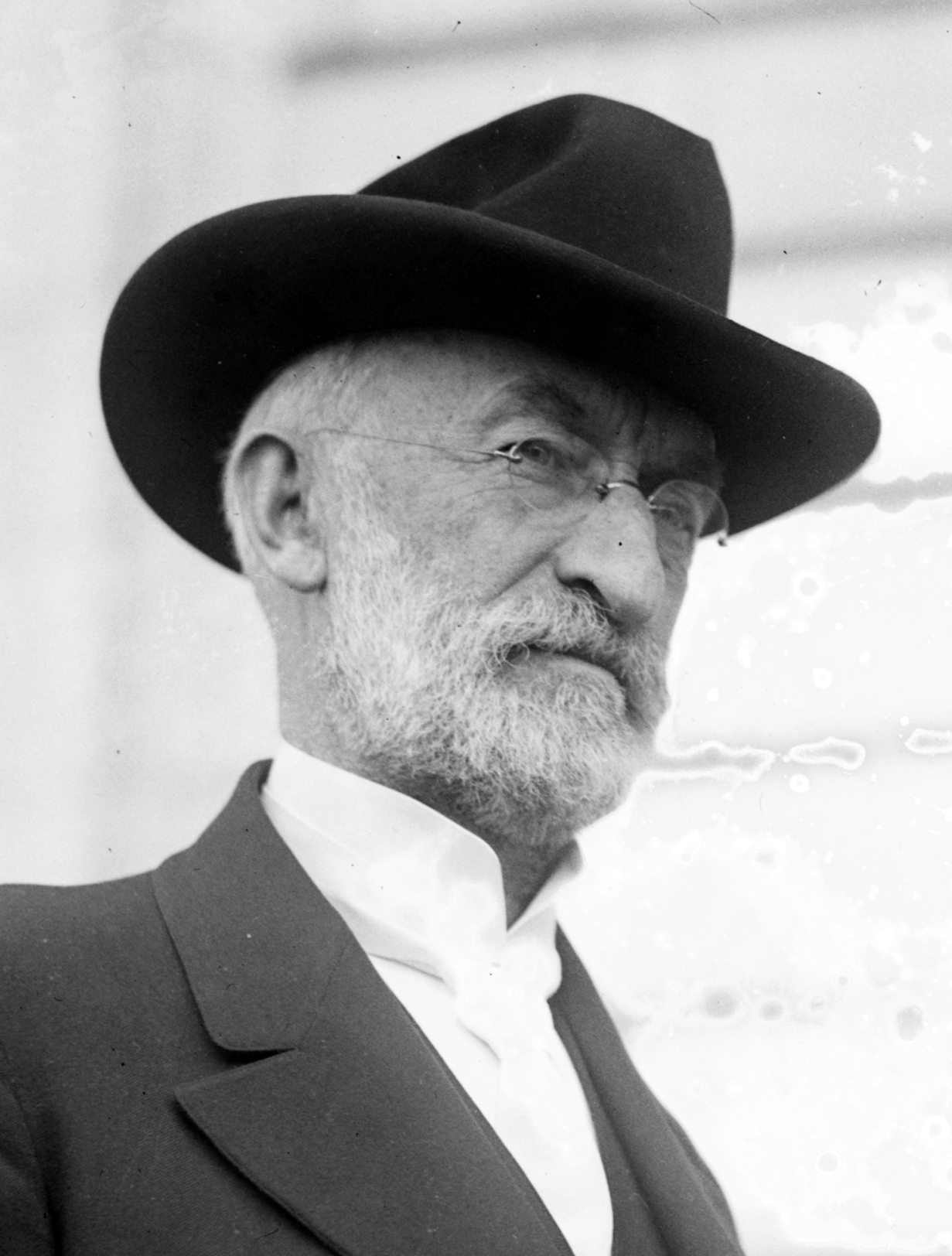
Grant zwischen 1918 und 1920

Heber Jeddy Grant (* 22. November 1856 in Salt Lake City, Utah; † 14. Mai 1945 ebenda) war der 7. Präsident der Kirche Jesu Christi der Heiligen der Letzten Tage.

## Leben
Sein Vater Jedediah Morgan Grant war 2. Ratgeber von Brigham Young und starb, als Heber Jeddy Grant neun Tage alt war. Der Junge wurde von seiner Mutter Rachel Ridgeway Ivins Grant aufgezogen und erwies sich als sehr zielstrebig. Mit 15 Jahren fand er seine erste Anstellung in einem Versicherungsbüro als Buchhalter und Policenschreiber. Zusätzlich arbeitete er in einer Bank. Er trachtete stets nach Fortbildung und machte sich im Bank- und Versicherungswesen bald einen Namen.
In der Kirche diente Grant in verschiedenen Ämtern, bis er 1882 zum Apostel ordiniert wurde. 1916 wurde er als dienstältester Apostel der Präsident des Kollegiums. 1883 bis 1884 besuchte er Siedlungen der indianischen Bevölkerung und organisierte die Missionierungsarbeit. 1901 gründete Grant die erste Mission in Japan und präsidierte darüber. 1904 bis 1906 präsidierte er über die Britische und Europäische Mission.
Nach dem Tod von Joseph F. Smith wurde Grant am 23. November 1918 als Präsident der Kirche Jesu Christi der Heiligen der Letzten Tage ordiniert und eingesetzt.
1940 erlitt er einen Schlaganfall. 1942 trat er zum letzten Mal in der Öffentlichkeit auf und starb am 14. Mai 1945 in Salt Lake City.

## Präsidentschaft
Vom 3. bis 5. Oktober 1924 präsidierte er über die erste Generalkonferenz, die vom Rundfunk übertragen wurde. 1926 initiierte er die Schaffung von Religionsinstituten. 1930 feierte die Kirche unter seiner Leitung ihr 100-jähriges Bestehen. Als Reaktion auf die Weltwirtschaftskrise rief er 1936 den sogenannten Sicherheitsplan der Kirche ins Leben, das spätere Wohlfahrtsprogramm.
Heber J. Grant weihte in seinem Leben drei Tempel: Laie, Hawaii; Cardston, Alberta, Kanada; Mesa, Arizona.